# Dionysia rhaptodes
Dionysia rhaptodes är en viveväxtart som beskrevs av Alexander von Bunge. Dionysia rhaptodes ingår i dionysosvivesläktet som ingår i familjen viveväxter. Inga underarter finns listade i Catalogue of Life.